# داني بارتلي
داني بارتلي (بالإنجليزية: Danny Bartley)‏ هو لاعب كرة قدم بريطاني، ولد في 3 أكتوبر 1947 في Paulton ‏ في المملكة المتحدة. لعب مع سوانزي سيتي ونادي بريستول سيتي ونادي هيرفورد.